# Kuźnica Żelichowska (gmina)
Kuźnica Żelichowska – dawna gmina wiejska istniejąca w latach 1945–1954 w województwie poznańskim (dzisiejsze województwo wielkopolskie). Siedzibą władz gminy była Kuźnica Żelichowska.
Gmina Kuźnica Żelichowska powstała po II wojnie światowej (1945) na terenie tzw. Ziem Odzyskanych (tzw. III okręg administracyjny – Pomorze Zachodnie). 25 września 1945 gmina – jako jednostka administracyjna powiatu trzcianeckiego – została powierzona administracji wojewody poznańskiego, po czym z dniem 28 czerwca 1946 została przyłączona do woj. poznańskiego, wchodząc równocześnie w skład nowo utworzonego powiatu pilskiego.
Według stanu z 1 lipca 1952 gmina składała się tylko z 2 gromad: Kuźnica Żelichowska i Przesieki. Gmina została zniesiona 29 września 1954 wraz z reformą wprowadzającą gromady w miejsce gmin. Jednostki nie przywrócono 1 stycznia 1973 wraz z kolejną reformą reaktywującą gminy.
Nie mylić z sąsiednią dawną gminą Kuźnica Czarnkowska.